# Champ Car Grand Prix of Portland 2004
Champ Car Grand Prix of Portland 2004 var den fjärde deltävlingen i Champ Car 2004. Racet kördes den 20 juni på Portland International Raceway. Sébastien Bourdais tog sin andra seger för säsongen, och tog in några poäng på mästerskapsledaren Bruno Junqueira, som i sin tur blev tvåa. Paul Tracy tog tredjeplatsen, och hänge med i toppstriden.

## Slutresultat
| Plats | Förare              | Team                | Grid | Kvaltid  |
| ----- | ------------------- | ------------------- | ---- | -------- |
| 1     | Sébastien Bourdais  | Newman/Haas Racing  | 1    | 59,229   |
| 2     | Bruno Junqueira     | Newman/Haas Racing  | 2    | 59,266   |
| 3     | Paul Tracy          | Forsythe Racing     | 3    | 59,314   |
| 4     | Patrick Carpentier  | Forsythe Racing     | 13   | 1.00,182 |
| 5     | Justin Wilson       | Conquest Racing     | 4    | 59,414   |
| 6     | A.J. Allmendinger   | RuSPORT             | 5    | 59,654   |
| 7     | Alex Tagliani       | Rocketsports Racing | 7    | 59,900   |
| 8     | Jimmy Vasser        | PKV Racing          | 9    | 59,922   |
| 9     | Mario Haberfeld     | Walker Racing       | 15   | 1.00,678 |
| 10    | Roberto González    | PKV Racing          | 11   | 59,987   |
| 11    | Oriol Servià        | Dale Coyne Racing   | 14   | 1.00,206 |
| 12    | Ryan Hunter-Reay    | Herdez Competition  | 10   | 59,926   |
| 13    | Gastón Mazzacane    | Dale Coyne Racing   | 16   | 1.00,833 |
| 14    | Michel Jourdain Jr. | RuSPORT             | 8    | 59,900   |
| 15    | Nelson Philippe     | Rocketsports Racing | 18   | 1.01,531 |
| 16    | Alex Sperafico      | Conquest Racing     | 17   | 1.01,333 |
| 17    | Mario Domínguez     | Herdez Competition  | 6    | 59,757   |
| 18    | Rodolfo Lavín       | Forsythe Racing     | 12   | 1.00,099 |